# 奧塞梯

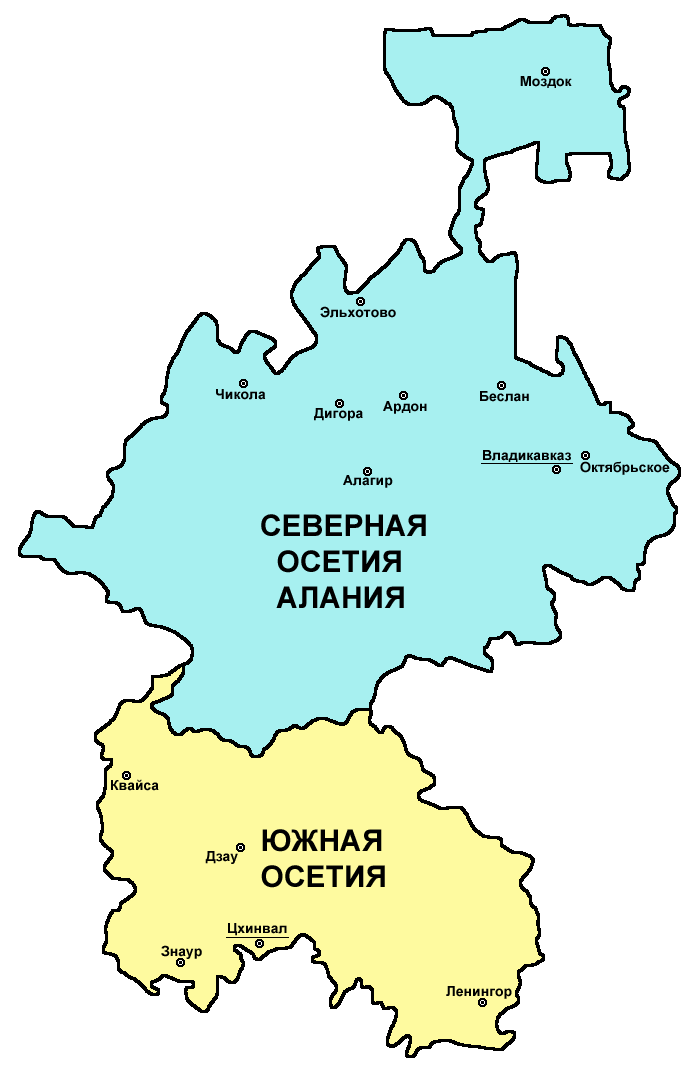
奧塞梯地圖

奧塞梯地區在高加索所處的位置（土黃色）

奧塞梯為中亞高加索地區一區域。奧塞梯被高加索山脈橫斷，分為北奧塞梯和南奧塞梯兩個部分。這裏的主要民族是奧塞梯人，使用奧塞梯語。目前北奧塞梯屬俄羅斯，為俄羅斯聯邦的北奧塞梯-阿蘭共和國。南奧塞梯在蘇聯時代是格魯吉亞的一個自治州，在1991年自行宣布獨立，截至2014年只有俄羅斯、尼加拉瓜、委内瑞拉和瑙鲁4國承認其獨立國家地位（图瓦卢曾于2011年承认其独立，后于2014年取消承认）。喬治亞仍視南奧塞梯為其領土的一部分。